# Llanharry
Llanharry (en anglais) ou Llanhari (en gallois) est un village et une communauté du borough de comté de Rhondda Cynon Taf, au pays de Galles.

## Géographie
Llanharry est situé dans le sud du borough de comté de Rhondda Cynon Taf, au bord de l'autoroute M4, à une douzaine de kilomètres à l'ouest de Bridgend et à une vingtaine de kilomètres à l'est de Cardiff.

## Démographie
Au recensement de 2011, la communauté de Llanharry comptait 3 643 habitants.